# Mirosław Danow
Mirosław Danow (bułg. Мирослав Данов, ur. 30 września 1979 we Wracy) – bułgarski bobsleista. Uczestnik Zimowych Igrzysk Olimpijskich w Salt Lake City, gdzie wraz z Stefanem Wasilewem zajął 32. miejsce na 37 załóg, które dotarły do mety. Na co dzień trenuje w Wasilew Bob Club.